# Olga Vlagyimirovna Rozanova

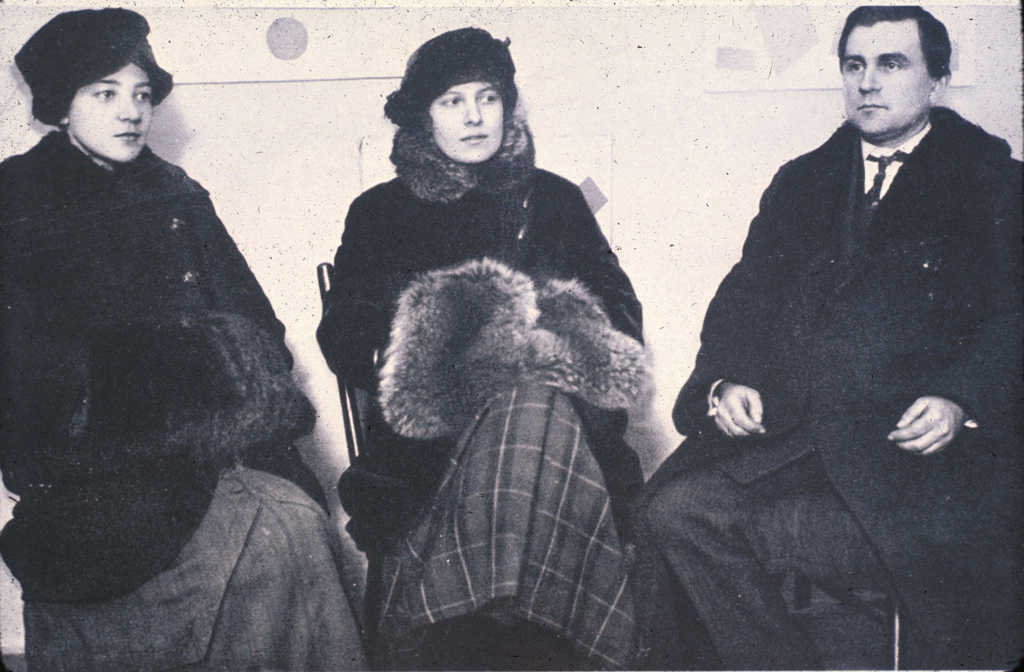
Olga Rozanova, Kszenyija Boguszlavszkaja (középen) és Kazimir Malevics (Szentpétervár, 1915)

Olga Vlagyimirovna Rozanova (Ольга Владимировна Розанова) (Melenki, Vlagyimiri terület, 1886. július 3. – Moszkva, 1918. november 8.) orosz avantgárd festő, akvarellista, kollázsművész, könyvillusztrátor és költő.

## Pályafutása
1904-től Moszkvában tanult Konsztantyin Fjodorovics Juon műtermében. Rövid ideig előadásokat hallgatott a Sztroganov Iparművészeti Iskolában, de nem vették fel. 1910-ben Szentpétervárra költözött és Jelizabeta Zvanceva festőiskolájában tanult. Alapító és nagyon aktív tagja volt a Fiatal Művészek Társaságának, amely kiállításokat, előadásokat és vitaesteket rendezett.
Első alkotásaira az olasz futurizmus hatott. 1911–15 között a neoprimitivizmussal és a kubo-futurizmussal kísérletezett. Festményein erős, egyenes vonalakat kombinált háromszögű és kör alakú alakzatokkal, amelyek különböző irányba mutattak. Szentpétervárott csatlakozott Velemir Hlebnyikov és Kazimir Szeverinovics Malevics baráti köréhez.
1912-ben ismerkedett meg Alekszej Jeliszejevics Krucsonih költővel, aki megismertette a transzracionális, zaum versírással. Új, univerzális költői nyelvet akartak létrehozni a neologizmus, az asszonancia és logikátlan szó- és hangkombinációk felhasználásával, a nyelvtan és a szójelentés kiiktatásával. Krucsonih és Hlebnikov versesköteteit Rozanova illusztrálta.
1916-ban férjhez ment Krucsonihhoz, és még ugyanabban az évben csatlakozott a Szupremusz csoporthoz, amelyet Malevics vezetett. Valószínűleg Malevics szuprematista kísérletezésének hatására festett néhány absztrakt képet, amelyekben korábbi alkotásainak dinamikus elemeit fejlesztette tovább.
Kollázsaiban harsány színű sokszögű alakzatokat rendezett el geometrikus mintákká. A szabálytalan szaggatott formák első absztrakt kompozícióira emlékeztettek. Új kapcsolódásokat keresett a szavak és a festett képek között.
A forradalom után részt vett a hazai iparművészet újjászervezésében. Tagja volt az IZO Narkomprosznak és a Proletkultnak. Lelkesen utazott vidéki városokba, ahol művészeti stúdiók elindításában segédkezett. 
Diftériában halt  meg. Halála után néhány héttel posztumusz kiállításon mutatták be 250 festményét.

## Galéria

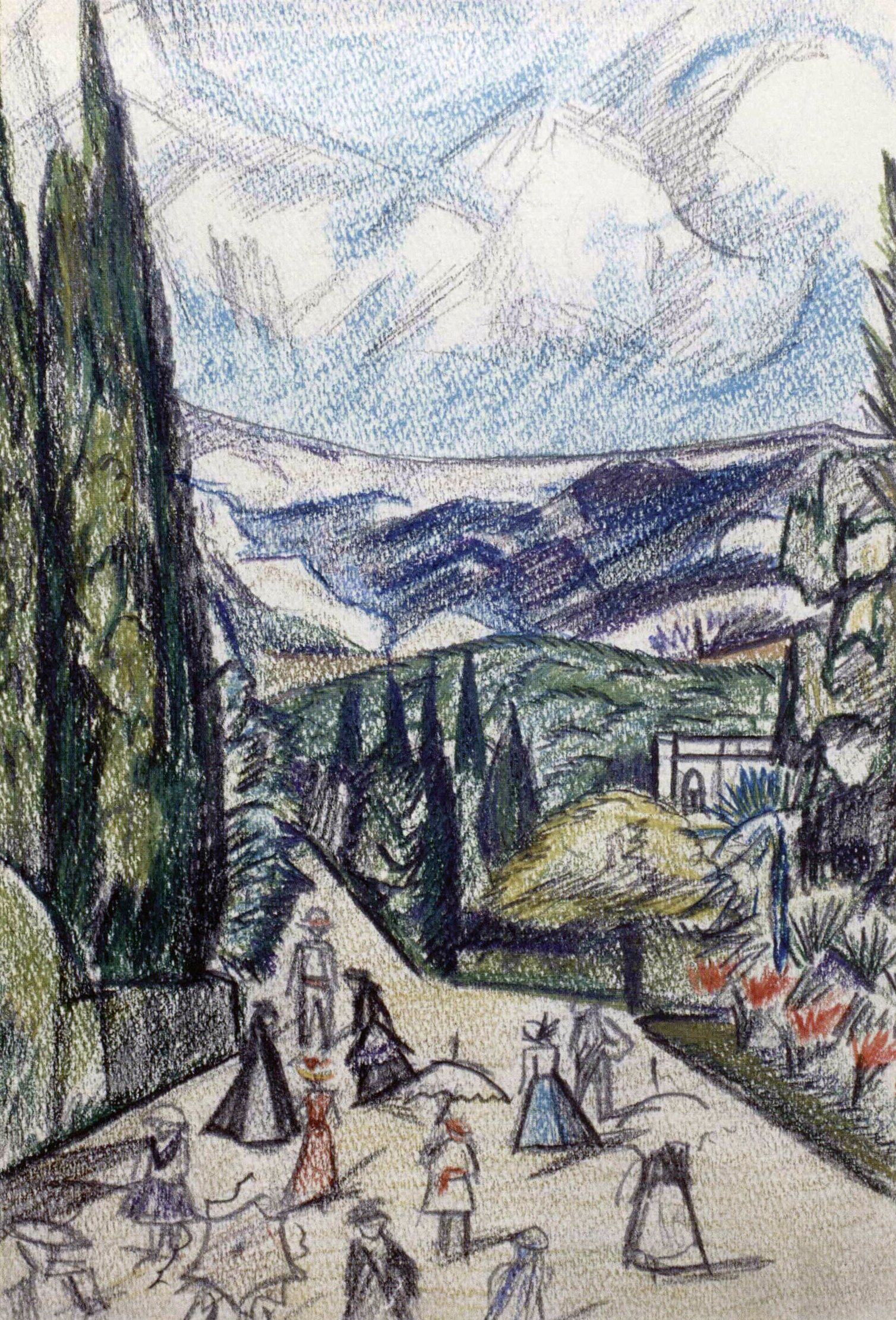
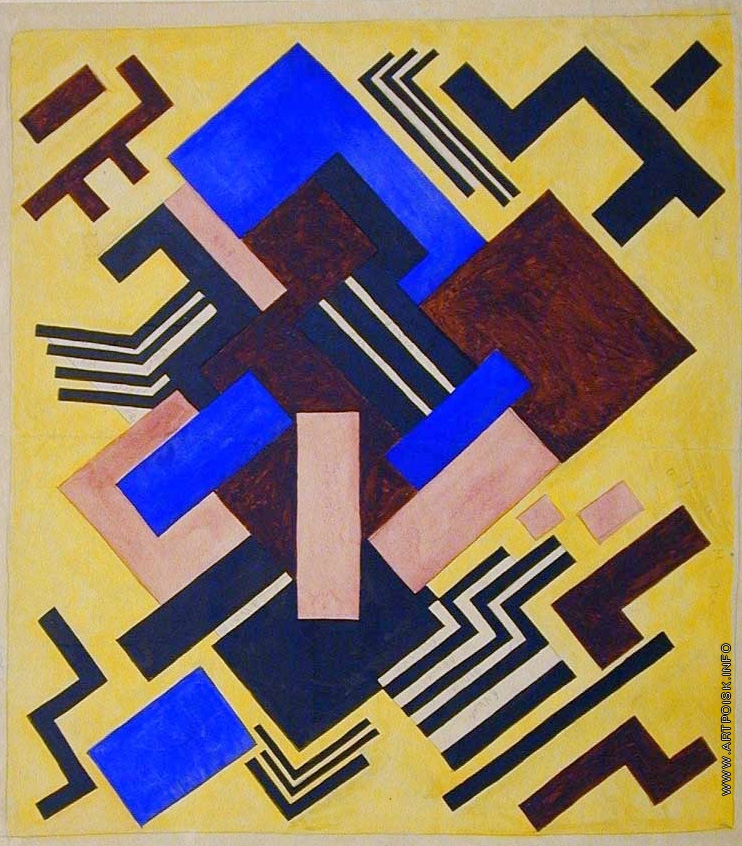
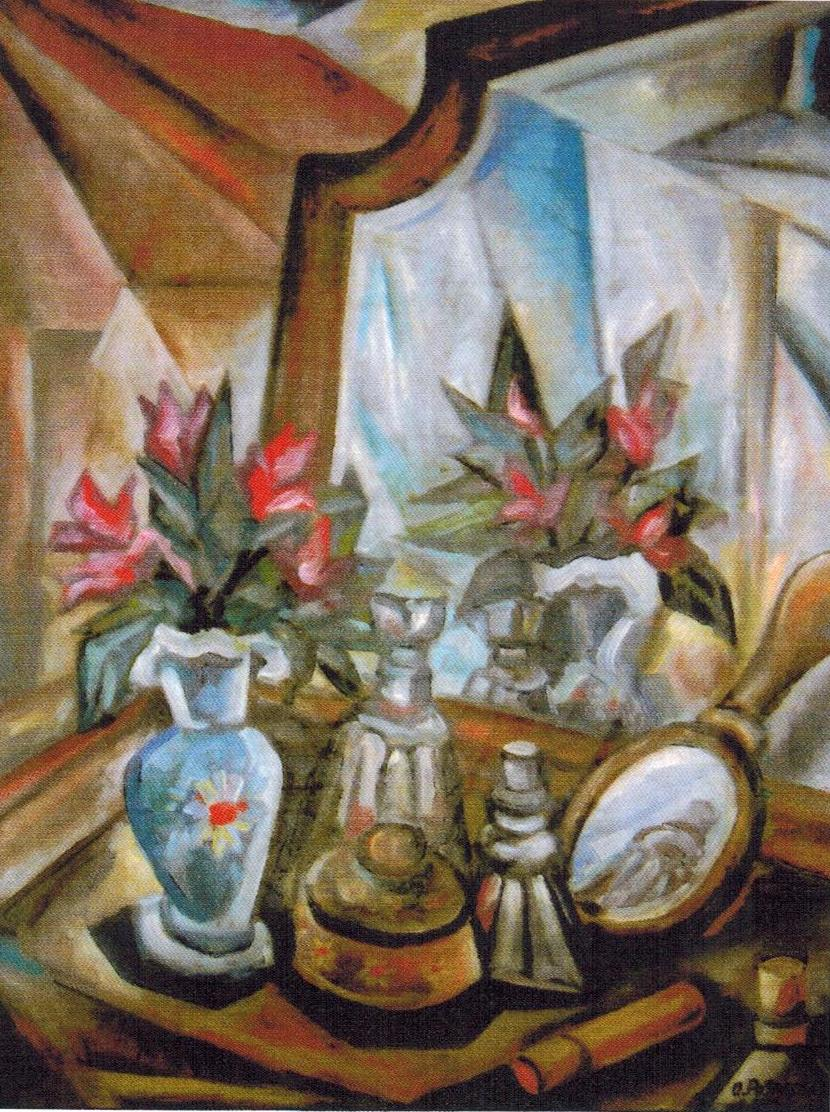
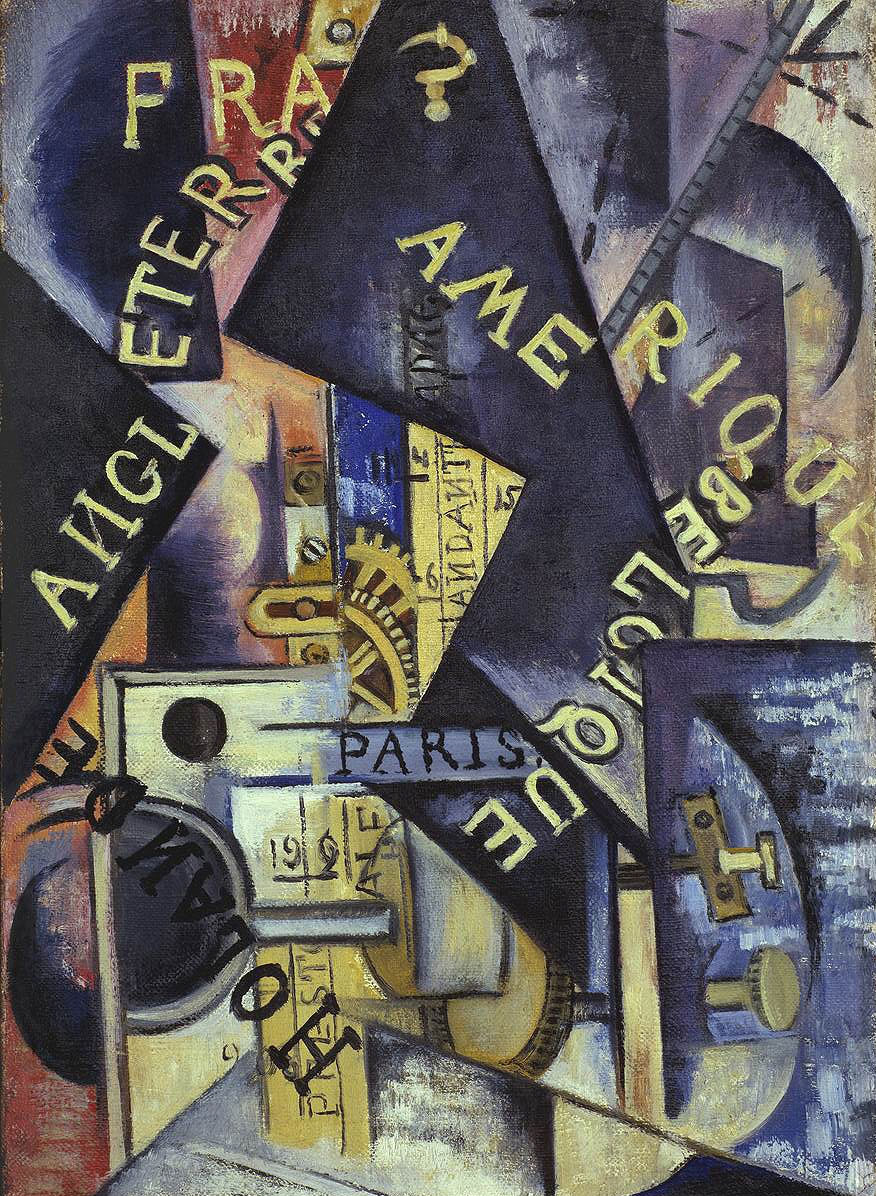
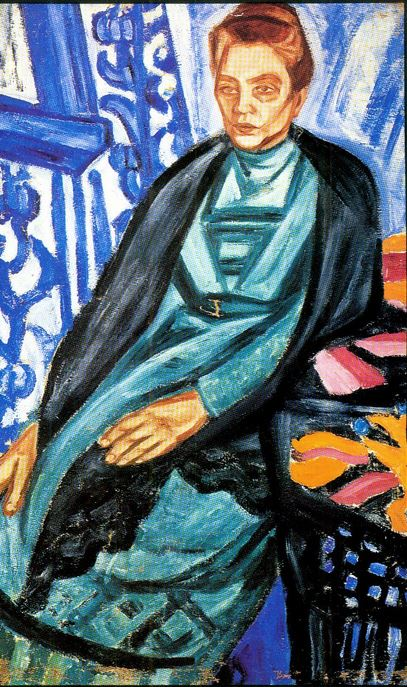
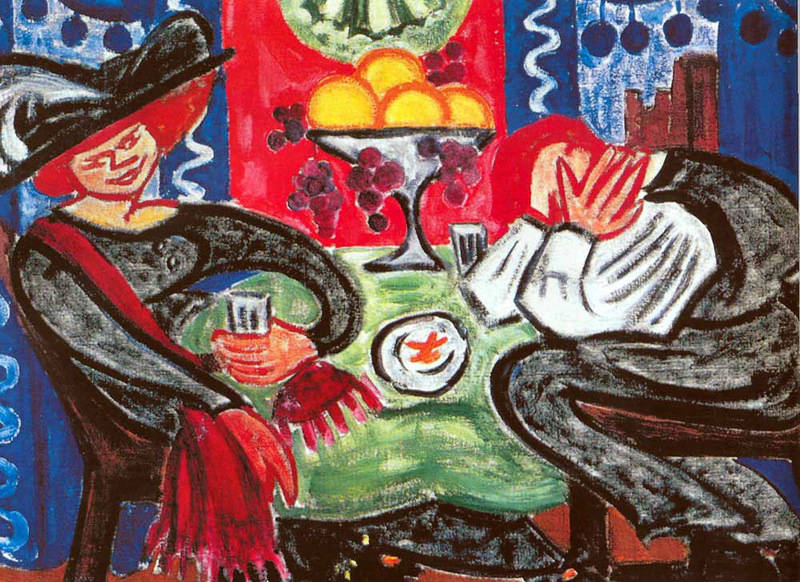
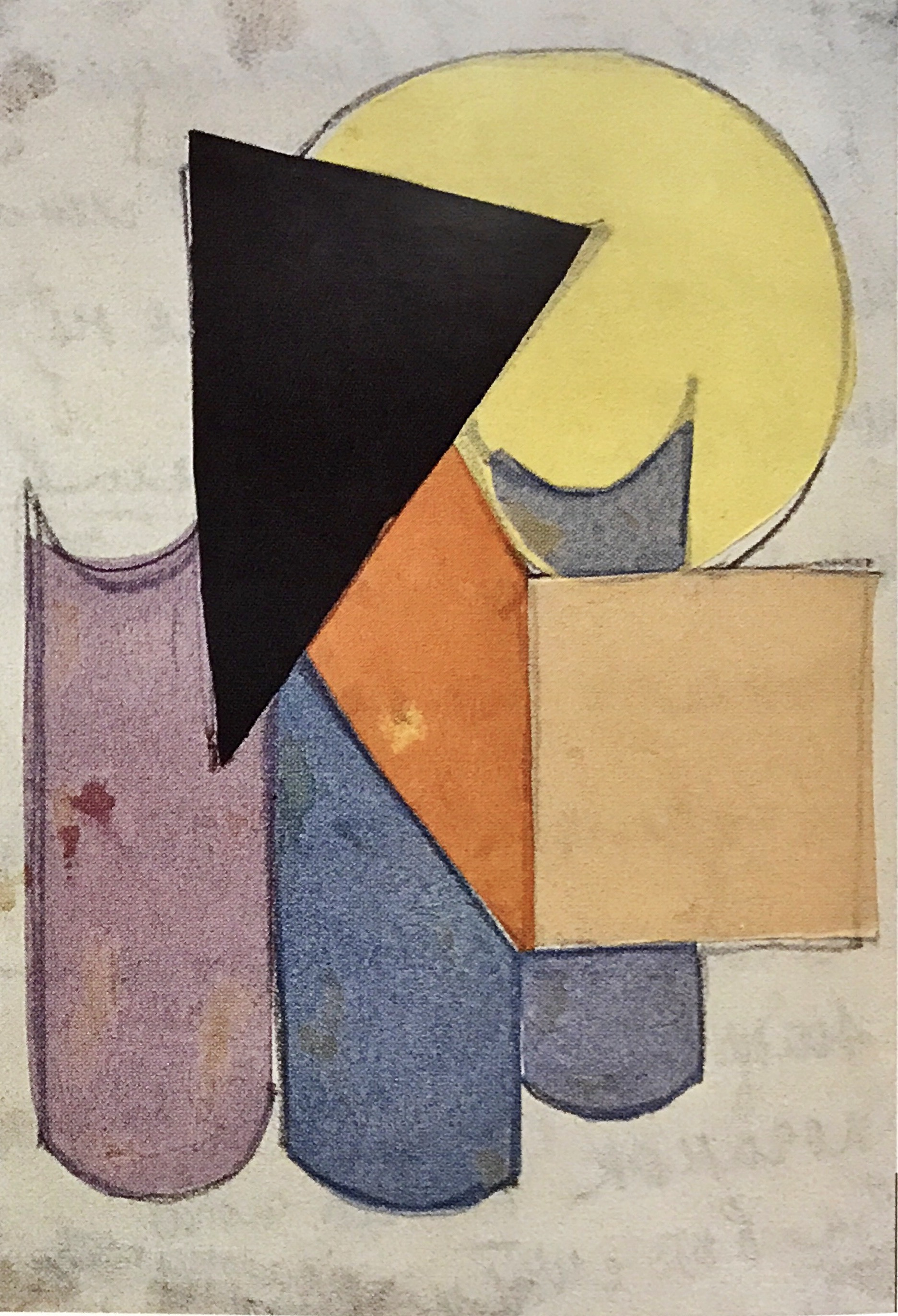
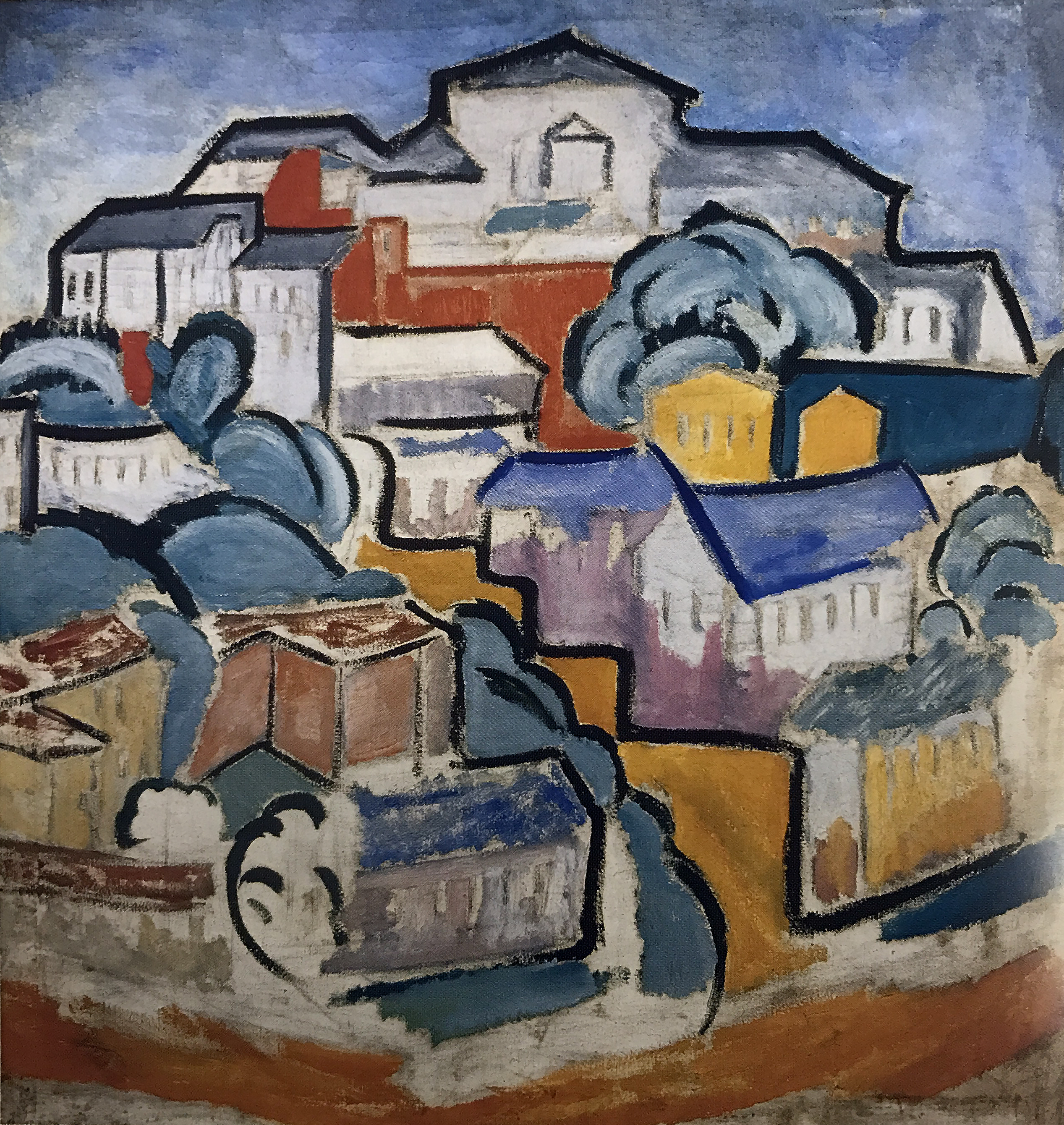